# Ambulyx belli
Ambulyx belli là một loài bướm đêm thuộc họ Sphingidae. Nó được miêu tả bởi Jordan năm 1923, và được tìm thấy ở Ấn Độ.